# Lobeza minor
Lobeza minor är en fjärilsart som beskrevs av William Schaus 1906. Lobeza minor ingår i släktet Lobeza och familjen tandspinnare. Inga underarter finns listade i Catalogue of Life.